# 科爾伯特 (喬治亞州)
科爾伯特（英語：Colbert）是一個位於美國喬治亞州麥迪遜縣的城市。

## 地理
科爾伯特的座標為34°02′15″N 83°12′50″W / 34.03750°N 83.21389°W，而該地的平均海拔高度為234米（即768英尺）。

## 人口
根據2010年美國人口普查的數據，科爾伯特的面積為2.30平方千米，當中陸地面積為2.30平方千米，而水域面積為0.00平方千米。當地共有人口592人，而人口密度為每平方千米257.39人。